# Leverano rosso
Il Leverano rosso è un vino DOC la cui produzione è consentita nella provincia di Lecce.

## Caratteristiche organolettiche
- colore: dal rosso rubino al granato
- odore: vinoso, gradevole, con profumo caratteristico.
- sapore: asciutto, armonico, con delicato fondo amarognolo.

## Produzione
Provincia, stagione, volume in ettolitri
- Lecce  (1990/91)  937,0
- Lecce  (1991/92)  1436,0
- Lecce  (1992/93)  1163,75
- Lecce  (1993/94)  1946,56
- Lecce  (1994/95)  1987,16
- Lecce  (1995/96)  1863,26
- Lecce  (1996/97)  2178,19